# Moro no Brasil
(Walter Alfaiate)
Moro no Brasil è un film documentario del 2002 diretto da Mika Kaurismäki.

## Trama
Alla ricerca della musica brasiliana delle origini, Mika Kaurismäki viaggia attraverso gli stati di Pernambuco, Salvador e Rio de Janeiro.
Dai ritmi afroamericani alla nascita del samba, del coco, del frevo, dell'embolada, del siranda, della marcinha, del maracatù,  incontra i più significativi esponenti della musica popolare brasiliana: Gruppi Indios Fulni-ò, Jacinto Silva, Seu Jorge, Silverio Pessoa, Mestre Salustiano, Antonio Nobrega, Zè Neguinho do Coco, Caju & Castanha, Mestre Meia Noite, Maje Mole, Margareth Menezes, Walter Alfaiate, Vehla Guarda da Mangueira, Seu Jorge, Gabriel Moura, Dona Zelia, Arizinho, Ivo Meirelles, Funk'n Lata, Zenith.
Il titolo del film è quello della canzone di esordio del 1998 che ha reso celebre la band Farofa Carioca e il suo cantante Seu Jorge.